# Teknologifilosofi
Teknologifilosofi er en disciplin indenfor filosofi, der behandler teknologiens væsen og dens sociale og menneskelige effekter. Udtrykket ”teknologifilosofi” blev brugt første gang i slutningen af 1800-tallet af den tyskfødte filosof og geograf Ernst Kapp (i Grundlinien einer Philosophie der Technik). Men filosofiske spørgsmål angående teknologien har været en del af den vestlige filosofi siden dens begyndelse.
Typiske teknologifilosofiske spørgsmål er: Hvad er teknologi? Hvad er forholdet mellem teknologi og natur? Hvad er forholdet mellem teknologi og menneske? Hvordan skal man forholde sig til teknologien? Hvilke værdier skal man lægge vægt på i den forbindelse? Hvordan skal man handle i forbindelse med teknologien? (Teknologietik)